# Ailurus
Ailurus is een geslacht van zoogdieren uit de  familie van de kleine panda's (Ailuridae). De wetenschappelijke naam van het geslacht werd in 1825 gepubliceerd door Frédéric Cuvier.

## Soorten
Er worden 2 soorten in dit geslacht geplaatst:
- Ailurus fulgens F. Cuvier, 1825 - Kleine panda
- Ailurus styani Thomas, 1902